# Psychotria chiriquina
Psychotria chiriquina är en måreväxtart som beskrevs av Paul Carpenter Standley. Psychotria chiriquina ingår i släktet Psychotria och familjen måreväxter. Inga underarter finns listade i Catalogue of Life.